# Campbell, Nebraska
Campbell je selo u američkoj saveznoj državi Nebraska. Prema popisu stanovništva iz 2010. u njemu je živjelo 347 stanovnika.